# ソニックシリーズ
『ソニックシリーズ』（Sonic Series）は、セガの看板キャラクターであるソニック・ザ・ヘッジホッグ（通称：ソニック）が主人公（一部作品を除く）のアクションゲームシリーズ及びメディアミックスである。2023年時点で、基本プレイ無料のコンテンツを含むシリーズ販売本数 (ダウンロード数) は累計16億6,000万本を超える。

## 概要
音速で走ることができる青いハリネズミのソニックを操作して、起伏に富み、ループなども設けられているステージをジェットコースターのように駆け抜ける高速アクションゲームである。任天堂のスーパーファミコン（SFC）に対抗するための戦略商品として、 メガドライブ（MD）の機能、特に高速な描画処理能力を生かしたゲームデザインであった。
当初、耳の長いウサギのキャラクターを操作するアクションゲームが考えられていたが、大島直人氏が語る所に依ると「家庭用ゲーム機のメガドライブ（米国名はGenesis）上に任天堂のように長く愛されるキャラクターがほしいという注文を会社から受け、ニューヨークへ渡航しキャラクター案を描いたプラカードを持ってアンケートを取った。ハリネズミ（ヘッジホッグ）が一番人気で、これはハリネズミしかないということになった」というエピソードがある。
また、当初よりプレイヤーキャラクターがボール状に変化するギミックなども考えられており、最終的に安原弘和氏が描いたデザインラフを元にソニックというキャラクターが誕生した。
初期MD版の『2』～『3』の一部のステージは、擬似的ではありながらもスプライトを効果的に用いた3Dアクションのミニゲームが収録されており、近年の三人称3Dアクションの元祖とも言える。
自社ハードを代表するキラータイトルの2Dアクションゲームの開発という事で、当時開発の中核にいた中裕司は『スーパーマリオブラザーズ』を徹底的に研究し、改めてその完成度の高さに驚愕したと語っている。その際に単純なマリオのコピーではなく、ハードの性能を活かした高速描画をゲームシステムに組み込む事を考え、一瞬先の画面も見えないスピード感を演出する「高速スクロール」を発案した。
高速で疾走するため敵などとの衝突も多いが、アイテムのリングを1枚でも持っていれば即死はせず、また被ダメージ時には保有したリングが飛び散るので急げば少量ながら回収できる。これらによりミスによるストレスを緩和している。
このスピード感やゲームバランスが見事にマリオとは一線を画す事に成功し、マリオがコインやキノコを集め、一歩一歩慎重に進めるのに対し、ソニックは高速移動で制御が難しいという難点を、どの角度から敵に突撃しても良い攻撃方法にすることによって若干アバウトな操作でも走る足を緩めることなく突き進むことを可能とした点において大きな違いがある。
MD版の1、2、3、ナックルズ、GG版1、2、テイルス1、2、Tアドベンチャー、Gソニック、NGP版ポケットアドベンチャー、メガ・ジェムズコレクション（全機種）、4（全機種）、マニア（全機種）の起動時はセガのロゴマークとサウンドロゴ(「セーガー」という声)のコーポレートアイデンティティが表示再生される。
第1作目のメインプログラマは現在株式会社プロペの代表取締役社長を務める中裕司、1作目と2作目のBGMはDREAMS COME TRUEの中村正人により作曲された。加えて、1作目発売と同時期に出回り始めたNEW UFOキャッチャーには、筐体の至る所にソニックのイラストが配され、BGMも1作目のBGMが利用されている。
同ソフトの発売以降、ソニックはセガの看板キャラクターとして位置付けられ、多くのシリーズ作品が制作されている。また、2003年4月から2004年3月まで、ソニックを主人公に据えたテレビアニメーション『ソニックX』も放送された。
マリオへの対抗として生まれた本シリーズであるが、2007年に発売された『マリオ&ソニック AT 北京オリンピック』シリーズ皮切りとした『マリオ&ソニック AT オリンピック』シリーズでマリオシリーズとの競演が行われた。下記のように、後に発売された『大乱闘スマッシュブラザーズX』以降の同シリーズでもソニックらがゲスト出演して、マリオに限らず任天堂のさまざまなキャラクターと競演している。このように、ライバルであったマリオシリーズおよびその発売元の任天堂とは現在はパートナーに近い関係となっている。
一時期、ニンテンドー ゲームキューブ（GC）ソフトとして開発されていた『大乱闘スマッシュブラザーズDX』へのキャラクター参戦も噂となったが、セガが任天堂に参戦を依頼したときには既にゲームが完成していたため、更に時間の制約で話し合いがまとまらずソニックの『スマブラDX』出演は実現しなかった。しかし2007年10月、Wii用ソフト『大乱闘スマッシュブラザーズX』において、ソニックの初参戦が発表された。任天堂以外のメーカーのゲームキャラが同シリーズへ参戦するのは、コナミの『メタルギアソリッド』のキャラクター、ソリッド・スネークに続いて二例目となる。スネークはソニックのことを「なぜだか気に入らない」と発言している。
2011年にはシリーズ誕生20周年を記念し、過去のシリーズのBGMなどを収録したCDの販売や現在のソニックと昔のソニックが共演を果たす『ソニック ジェネレーションズ』が発売。さらに2012年にソニックのねんどろいどが発売。
2012年に映画『シュガー・ラッシュ』にソニックとエッグマンがゲスト出演。同年の10月に『Nintendo Direct』にてソニックが『大乱闘スマッシュブラザーズ for Nintendo 3DS / Wii U』への参戦が発表された。任天堂以外のメーカーであるカプコンのロックマンに続いて二人目にあたるが、任天堂以外のゲームキャラクターが続投するのはソニックが初めて。『ソニック ロストワールド』ではDLC用の追加コンテンツで『ヨッシーアイランド』のヨッシー、『ゼルダの伝説』のリンクとのコラボが実現した。
Culturellement Geek.comの記事によると「ソニック」シリーズ（「マリオ&ソニック AT オリンピック」シリーズを含む）の累計販売本数は2012年9月の時点で1億132万本を達成。
2016年に25周年を記念し、全シリーズの累計販売本数は1億4000万本を超える。
2017年時点で『ソニック フォース』のゲーム紹介映像にて無料ダウンロードを含むソニックシリーズは全世界3億5000万本を突破したことが発表された。
2020年にはソニックシリーズを原作とした実写映画『ソニック・ザ・ムービー』が公開された。

## 評価
日本市場においてはそこそこの成功に留まっているが、海外での評価は極めて高く、特に米国市場では爆発的なヒットを記録してきた。
マクドナルドのハッピーミールにソニック達のグッズが登場した際には4,000万個の景品が即座に品切れとなる程の大人気となった。
また、1992年に行われたQスコア（米国の子供人気調査）では、ミッキーマウスを超える人気を記録した。
1996年には英国の歴史的フィルムや番組が保存される国立保管所「ナショナル・フィルム・アンド・テレビジョン・アーカイブ」に、テレビゲームのキャラクターとしては初めて保管された。2008年に英国新聞会社大手「デイリー・テレグラフ」による、最も好きなゲームキャラクターの調査でも堂々の第一位を獲得している。さらに、新発見された遺伝子にソニック・ヘッジホッグという名前が付けられた。
2003年に製作されたテレビアニメ『ソニックX』も世界中で放送されて人気を博した。日本ではテレビ東京で全52話が放送された。欧米諸国では日本で放送された52話に加え、新たな26話のエピソードが放送された。この26話の日本での放送はしばらく未定とされていたが、2009年8月6日に東京ムービーONLINEなど、オンライン配信が行われた。
日本と海外でソニックの人気の大きさに差が出た理由について、『ぷよぷよ』シリーズプロデューサーの細山田水紀は、日本国内においてセガサターン向けに本シリーズを展開していなかったことや、海外ではグッズ化やメディア展開などが積極的に行われていたのに対し、日本国内での宣伝が不十分だったからではないかと日経ビジネスとのインタビューの中で述べている。

## キャラクター
ここでは代表的なメインキャラクターのみ紹介する。
ソニック（ソニック・ザ・ヘッジホッグ）
ソニックシリーズの主人公。音速で走る能力を持つ青いハリネズミ。
テイルス（マイルス "テイルス" パウアー）
ソニックの親友である子ギツネで、2本の尻尾が特徴。メカニックに精通している。
エミー（エミー・ローズ）
ソニックシリーズのメインヒロイン。ソニックのガールフレンドを自称するピンク色のハリネズミの少女。
ナックルズ（ナックルズ・ザ・エキドゥナ）
ソニックのライバルで、ケンカ友達でもある赤いハリモグラ。エキドゥナ族最後の生き残りで、マーシャルアーツの達人。
クリーム（クリーム・ザ・ラビット）
礼儀正しく、好奇心旺盛なウサギの少女。友達のチャオ・チーズと共に行動する。
Dr.エッグマン（イーヴォ・ロボトニック）
ソニックシリーズの主な悪役である、自称悪の天才科学者。世界征服を企むが、毎度のようにソニックに阻止されている。
シャドウ（シャドウ・ザ・ヘッジホッグ）
ソニックによく似た姿を持つ黒いハリネズミ。その正体はエッグマンの祖父が作った究極生命体。
ルージュ（ルージュ・ザ・バット）
宝石専門のトレジャーハンターであるワイルドかつセクシーな女コウモリ。

## カオスエメラルドとマスターエメラルド
本シリーズの根幹を担う宝石状の物体で、カオスエメラルドは拳大で7つ、マスターエメラルドは大型で1つ。
それ自体が強大なエネルギー媒体として機能するが、カオスエメラルドは所持した者の感情を媒介にして更なるエネルギーを引き出す他、時には時間や次元を跳躍する機能を持ち、7つ全てを集めれば絶対的な力（スーパー化など）を与える。マスターエメラルドはカオスエメラルドが制御不能レベルまでエネルギーが増幅するのを防ぐためのリミッターとしての役割を持ち、その機能を発現するためには呪文「行うもの 其は七つの混沌 混沌は力 力は心によりて力たり 抑えるもの 其は混沌を統べるもの」をナックルズ族が唱える必要がある。
シリーズでは、特定の条件を満たしてステージをクリアすると突入できるスペシャルステージをクリアする事でカオスエメラルドを回収できる作品 (ソニック・ザ・ヘッジホッグ ～ ソニック・ザ・ヘッジホッグ3、ソニック ヒーローズ、ソニックマニア等)、ステージをクリアすると自動的にカオスエメラルドを回収できる作品の2パターンがあり、前者のパターンだとカオスエメラルドを全て集めないと真のエンディングへ突入できない。なお、回収するのが別の物だったり、カオスエメラルドを回収しない作品も存在する。
ソニックフロンティアでカオスエメラルドはかつて、古代人により他の星から持ち込まれた物だったことが判明する。かつては、古代人が生み出した巨神の動力として使われていたが、THE ENDを封印する為に世界各地に散らばった。マスターエメラルドは元々はナックルズの先祖のナックルズ族に管理された物である。

## シリーズ作品

### アクションゲーム本編
日本国内では全てセガから発売。
| タイトル                                 | 英題                                  | 発売日                                          | スタイル | ハード                                                               |
| ---------------------------------------- | ------------------------------------- | ----------------------------------------------- | -------- | -------------------------------------------------------------------- |
| ソニック・ザ・ヘッジホッグ               | Sonic The Hedgehog                    | 1991年6月23日 1991年7月26日                     | 2D       | MD                                                                   |
| ソニック・ザ・ヘッジホッグ2              | Sonic The Hedgehog 2                  | 1992年11月20日 1992年11月21日 1992年11月24日    | 2D       | MD                                                                   |
| ソニック・ザ・ヘッジホッグCD             | Sonic the Hedgehog CD                 | 1993年9月23日 1993年10月18日 1993年11月19日     | 2D       | MCD                                                                  |
| ソニック・ザ・ヘッジホッグ3              | Sonic The Hedgehog 3                  | 1994年2月2日 1994年2月24日 1994年5月27日        | 2D       | MD                                                                   |
| ソニック&ナックルズ                      | Sonic & Knuckles                      | 1994年10月18日 1994年11月                       | 2D       | MD                                                                   |
| ソニックアドベンチャー                   | Sonic Adventure                       | 1998年12月23日 1999年9月9日 1999年10月15日      | 3D       | DC、GC                                                               |
| ソニックアドベンチャー2                  | Sonic Adventure 2                     | 2001年6月19日 2001年6月23日                     | 3D       | DC、GC                                                               |
| ソニック ヒーローズ                      | Sonic Heroes                          | 2003年12月30日 2004年1月5日 2004年2月6日        | 3D       | PS2、GC、Xbox                                                        |
| ソニック・ザ・ヘッジホッグ               | Sonic The Hedgehog                    | 2006年11月14日 2006年11月24日 2006年12月21日    | 3D       | Xbox 360、PS3                                                        |
| ソニック ワールドアドベンチャー          | Sonic Unleashed Sonic World Adventure | 2008年11月18日 2008年11月28日 2008年12月18日    | 3D       | Wii、Xbox 360、PS3                                                   |
| ソニック・ザ・ヘッジホッグ4 エピソードI  | Sonic The Hedgehog 4 Episode 1        | 2010年10月11日 2010年10月12日 2010年10月15日    | 2D       | Wii、Xbox 360、PS3、iOS、Android                                     |
| ソニック カラーズ                        | Sonic Colors                          | 2010年11月12日 2010年11月16日 2010年11月18日    | 3D       | Wii、DS                                                              |
| ソニック ジェネレーションズ 白の時空     | Sonic Generations                     | 2011年11月1日 2011年11月4日 2011年12月1日       | 2D&3D    | Xbox 360、PS3                                                        |
| ソニック ジェネレーションズ 青の冒険     | Sonic Generations                     | 2011年11月22日 2011年11月25日 2011年12月1日     | 2D&3D    | 3DS                                                                  |
| ソニック・ザ・ヘッジホッグ4 エピソードII | Sonic The Hedgehog 4 Episode 2        | 2012年5月15日 2012年5月16日                     | 2D       | Xbox 360、PS3、iOS、Android                                          |
| ソニック ロストワールド                  | Sonic Lost World                      | 2013年10月18日 2013年10月24日 2013年10月29日    | 3D       | Wii U、3DS、Steam                                                    |
| ソニックマニア                           | Sonic Mania                           | 2017年8月15日 2017年8月16日 （PC版のみ8月30日） | 2D       | PS4、Xbox One、Switch、Steam                                         |
| ソニック フォース                        | Sonic Forces                          | 2017年11月7日 2017年11月9日                     | 2D&3D    | PS4、Xbox One、Switch、 Steam                                        |
| ソニックフロンティア                     | Sonic Frontiers                       | 2022年11月8日                                   | 3D       | PS5、PS4、Xbox Series X/S、Xbox One、Switch、 Steam                  |
| ソニック スーパースターズ                | Sonic Superstars                      | 2023年10月17日                                  | 2D       | PS5、PS4、Xbox Series X/S、Xbox One、Switch、Steam、Epic Games Store |
| ソニック × シャドウ ジェネレーションズ   | Sonic X Shadow Generations            | 2024年10月25日                                  | 2D&3D    | PS5、PS4、Xbox Series X/S、Xbox One、Switch、Steam、Epic Games Store |

### アクションゲーム
日本国内では全てセガから発売。
| タイトル                                          | 英題                          | 発売日                                       | スタイル | ハード |
| ------------------------------------------------- | ----------------------------- | -------------------------------------------- | -------- | ------ |
| ソニック&テイルス                                 | Sonic Chaos                   | 1993年11月 1993年11月19日 1993年11月23日     | 2D       | GG     |
| ソニック&テイルス2                                | Sonic Triple Trouble          | 1994年10月15日 1994年11月 1994年11月11日     | 2D       | GG     |
| Gソニック                                         | Sonic Blast                   | 1996年12月12日 1996年12月13日                | 2D       | GG     |
| ソニック3D フリッキーアイランド                   | Sonic 3D Blast                | 1996年11月30日 1997年2月 1999年10月14日      | 2D&3D    | SS     |
| ソニック・ザ・ヘッジホッグ ポケットアドベンチャー | Sonic Pocket Adventure        | 1999年12月3日 1999年12月20日 2000年5月25日   | 2D       | NGP    |
| ソニックアドバンス                                | Sonic Advance                 | 2001年12月20日 2002年2月3日 2002年3月8日     | 2D&3D    | GBA    |
| ソニックアドバンス2                               | Sonic Advance 2               | 2002年12月19日 2003年3月9日 2003年3月18日    | 2D&3D    | GBA    |
| ソニックアドバンス3                               | Sonic Advance 3               | 2004年6月7日 2004年6月15日 2004年6月17日     | 2D&3D    | GBA    |
| ソニック ラッシュ                                 | Sonic Rush                    | 2005年11月15日 2005年11月18日 2005年11月23日 | 2D&3D    | DS     |
| ソニックと秘密のリング                            | Sonic and the Secret Rings    | 2007年2月20日 2007年3月2日 2007年3月15日     | 3D       | Wii    |
| ソニック ラッシュ アドベンチャー                  | Sonic Rush Adventure          | 2007年9月14日 2007年9月18日 2007年10月18日   | 2D&3D    | DS     |
| ソニックと暗黒の騎士                              | Sonic and the Black Knight    | 2009年3月3日 2009年3月12日 2009年3月13日     | 3D       | Wii    |
| ソニックトゥーン 太古の秘宝                       | Sonic Boom: Rise of Lyric     | 2014年11月11日 2014年11月21日 2014年12月18日 | 3D       | Wii U  |
| ソニックトゥーン アイランドアドベンチャー         | Sonic Boom: Shattered Crystal | 2014年11月11日 2014年11月21日 2014年12月18日 | 2D&3D    | 3DS    |
| ソニックトゥーン ファイヤー&アイス                | Sonic Boom: Fire & Ice        | 2016年9月27日 2016年9月30日 2016年10月27日   | 2D&3D    | 3DS    |

### オムニバス
| タイトル                         | 英題                  | 発売日        | スタイル | ハード                                    |
| -------------------------------- | --------------------- | ------------- | -------- | ----------------------------------------- |
| ソニック ジャム                  | Sonic Jam             | 1997年6月20日 | 2D       | SS                                        |
| ソニック メガコレクション        | Sonic Mega Collection | 2002年12月9日 | 2D       | GC                                        |
| ソニック メガコレクション プラス | Sonic Mega Collection | 2004年12月9日 | 2D       | PS2、Xbox                                 |
| ソニック ジェムズ コレクション   | Sonic Gems Collection | 2005年8月11日 | 2D       | PS2、GC                                   |
| ソニックオリジンズ               | Sonic Origins         | 2022年6月23日 | 2D       | Switch、PS4、PS5、Xbox One、Xbox Series X |

### レースゲーム
日本国内では全てセガから発売。
| タイトル                                           | 英題                                 | 発売日                                      | スタイル | ハード                                                                         |
| -------------------------------------------------- | ------------------------------------ | ------------------------------------------- | -------- | ------------------------------------------------------------------------------ |
| ソニック ドリフト                                  | N/A                                  | 1994年3月18日                               | 2D&3D    | GG                                                                             |
| ソニック ドリフト2                                 | Sonic Drift 2                        | 1995年3月 1995年3月17日 1995年11月          | 2D&3D    | GG                                                                             |
| ソニックR                                          | Sonic R                              | 1997年10月31日 1997年12月4日 1997年12月11日 | 3D       | SS                                                                             |
| ソニックライダーズ                                 | Sonic Riders                         | 2006年2月21日 2006年2月23日 2006年3月17日   | 3D       | PS2、GC、Xbox                                                                  |
| ソニックライダーズ シューティングスターストーリー  | Sonic Riders Zero Gravity            | 2008年1月8日 2008年1月17日 2008年2月22日    | 3D       | Wii                                                                            |
| ソニック フリーライダーズ                          | Sonic Free Riders                    | 2010年11月4日 2010年11月10日 2010年11月20日 | 3D       | XB360                                                                          |
| ソニック&オールスターレーシング トランスフォームド | Sonic & All-Stars Racing Transformed | 2012年11月16日 2012年11月18日 2014年5月15日 | 3D       | PS3、Wii U                                                                     |
| チームソニックレーシング                           | Team Sonic Racing                    | 2019年5月21日                               | 3D       | PS4、Switch、PC                                                                |
| ソニックレーシング クロスワールド                  | Sonic Racing Cross Worlds            | 2025年9月25日（予定）                       | 3D       | PS5、PS4、Xbox Series X/S、Xbox One、Switch 2、Switch、Steam、Epic Games Store |

### その他ジャンル
日本国内ではピコ用タイトルはセガ（後のセガトイズ）、その他は全てセガから発売。
| タイトル                                  | 英題                                  | 発売日                                       | スタイル | ジャンル         | ハード                        |
| ----------------------------------------- | ------------------------------------- | -------------------------------------------- | -------- | ---------------- | ----------------------------- |
| ソニックイレイザー                        | Sonic Eraser                          | 1991年                                       | 2D       | パズル           | MD                            |
| ソニック・スピンボール                    | Sonic Spinball                        | 1993年11月15日 1993年11月23日 1993年12月10日 | 2D       | ピンボール       | MD                            |
| ソニック・ザ・ヘッジホッグ ゲームワールド | Sonic the Hedgehog's Gameworld        | 1994年8月 1996年11月                         | 2D       | ミニゲーム集     | PICO                          |
| ソニックラビリンス                        | Sonic Labyrinth                       | 1995年10月17日 1995年11月 1995年11月17日     | 2D&3D    | アクション       | GG                            |
| ソニックシャッフル                        | Sonic Shuffle                         | 2000年11月13日 2000年12月21日 2001年3月9日   | 3D       | パーティーゲーム | DC                            |
| ソニックピンボールパーティー              | Sonic Pinball Party                   | 2003年6月1日 2003年7月17日 2003年10月31日    | 2D       | ピンボール       | GBA                           |
| ソニックバトル                            | Sonic Battle                          | 2003年12月4日 2004年1月5日 2004年2月27日     | 2D&3D    | 対戦アクション   | GBA                           |
| ソニッククロニクル 闇次元からの侵略者     | Sonic Chronicles                      | 2008年9月26日 2008年9月30日 2009年8月6日     | 3D       | RPG              | DS                            |
| ソニック・ザ・ファイターズ                | Sonic Championship Sonic the Fighters | 2012年11月28日                               | 3D       | 対戦格闘         | Xbox 360、PS3                 |
| ソニックスピードシミュレーター            | Sonic Speed Simulator                 | 2022年3月30日                                | 3D       |                  | Xbox One、iOS、Android、Steam |
| ソニック・ザ・ヘッジホッグ殺人事件        | The Murder of Sonic the Hedgehog      | 2023年3月31日                                | 2D       | アドベンチャー   | Steam                         |

### スピンオフ作品
日本国内ではピコ（育脳塾）用タイトルはイマジニア、その他は全てセガから発売。
| タイトル                                    | 英題                             | 発売日                                       | スタイル | ハード                  |
| ------------------------------------------- | -------------------------------- | -------------------------------------------- | -------- | ----------------------- |
| フリッキー                                  | Flicky                           | 1984年5月                                    | 2D       | AC、SC、SG、MD、MCD、SS |
| ドクターエッグマンのミーンビーンマシーン    | Dr. Robotnik's Mean Bean Machine | 1993年11月26日 1994年1月1日                  | 2D       | MD、GG、SMS             |
| 右脳開発シリーズ7 Tails and the Music Maker | Tails and the Music Maker        | 1994年6月4日 1995年12月5日                   | 2D       | PICO                    |
| カオティクス                                | Knuckles' Chaotix                | 1995年3月 1995年4月21日 1995年5月            | 2D       | 32X                     |
| テイルスのスカイパトロール                  | Tails' Skypatrol                 | 1995年4月28日                                | 2D       | GG                      |
| テイルスアドベンチャー                      | Tails Adventure                  | 1995年9月 1995年9月22日 1995年11月11日       | 2D       | GG                      |
| シャドウ・ザ・ヘッジホッグ                  | Shadow The Hedgehog              | 2005年11月15日 2005年11月18日 2005年12月15日 | 3D       | PS2、GC、Xbox           |

### クロスオーバー作品
日本国内におけるコンシューマ版は『リオオリンピック』まで任天堂から発売、『東京2020オリンピック』はセガゲームスから発売、アーケード版は全てセガ・インタラクティブから発売。
| タイトル                                    | 英題                                                 | 発売日                                       | スタイル | ハード         |
| ------------------------------------------- | ---------------------------------------------------- | -------------------------------------------- | -------- | -------------- |
| マリオ&ソニック AT 北京オリンピック         | Mario & Sonic at the Olympic Games                   | 2007年11月20日 2007年11月22日 2007年11月23日 | 3D       | Wii、DS        |
| マリオ&ソニック AT バンクーバーオリンピック | Mario and Sonic at the Olympic Winter Games          | 2009年10月13日 2009年10月16日 2009年11月5日  | 3D       | Wii、DS        |
| マリオ&ソニック AT ロンドンオリンピック     | Mario and Sonic at the London 2012 Olympic Games     | 2011年11月15日 2011年11月18日 2011年12月8日  | 3D       | Wii、3DS       |
| マリオ&ソニック AT ソチオリンピック         | Mario & Sonic at the Sochi 2014 Olympic Winter Games | 2013年11月8日 2013年11月15日 2013年12月5日   | 3D       | Wii U          |
| マリオ&ソニック AT リオオリンピック         | Mario & Sonic at the Rio 2016 Olympic Games          | 2016年2月18日 2016年3月18日 2016年4月8日     | 3D       | Wii U、3DS、AC |
| マリオ&ソニック AT 東京2020オリンピック     | Mario & Sonic at the Olympic Games Tokyo 2020        | 2019年11月1日 2019年11月5日 2019年11月8日    | 3D       | Switch、AC     |

### アーケードゲーム
| タイトル                          | 英題                                  | 稼働日                         | スタイル |
| --------------------------------- | ------------------------------------- | ------------------------------ | -------- |
| わくわくソニックパトカー          |                                       | 1991年                         | 2D       |
| セガソニック ポップコーンショップ | SegaSonic Popcorn Shop                | 1993年4月25日                  | 2D       |
| セガソニック・ザ・ヘッジホッグ    | SegaSonic the Hedgehog                | 1993年6月                      | 2D       |
| セガソニック コスモファイター     | SegaSonic Cosmo Fighter               | 1993年                         | 2D       |
| ソニック・ザ・ファイターズ        | Sonic Championship Sonic the Fighters | 1996年8月11日 1996年6月 1996年 | 3D       |
| ソニックダッシュ エクストリーム   | Sonic Dash Extreme                    | 2015年                         | 3D       |

### スマートフォン向けゲーム
| タイトル                             | 英題                                  | 発売日                      | スタイル | ハード             |
| ------------------------------------ | ------------------------------------- | --------------------------- | -------- | ------------------ |
| ソニック AT バンクーバーオリンピック | Sonic at the Olympic Winter Games     | 2010年1月29日               | 3D       | iOS                |
| ソニック 20周年アニバーサリー        | Sonic 20th Anniversary                | 2011年9月5日                | 2D&3D    | iOS                |
| ソニックジャンプ                     | Sonic Jump                            | 2012年10月18日              | 3D       | iOS                |
| ソニックダッシュ                     | Sonic Dash                            | 2013年3月7日                | 3D       | iOS                |
| ソニックジャンプフィーバー           | Sonic Jump Fever                      | 2014年4月16日               | 3D       | iOS                |
| ソニックランナーズ                   | Sonic Runners                         | 2015年2月26日 2015年6月25日 | 2D&3D    | iOS                |
| ソニックダッシュ2 ソニックトゥーン   | Sonic Dash 2: Sonic Boom              | 2015年7月1日                | 3D       | iOS                |
| ソニックランナーズアドベンチャー     | Sonic Runners Adventure               | 201年6月10日                | 2D&3D    | iOS                |
| ソニックフォース: スピードパトル     | Sonic Forces: Speed Battle            | 2017年11月2日               | 3D       | iOS                |
| ソニック AT 東京2020オリンピック     | Sonic at the Olympic Games Tokyo 2020 | 2020年5月7日                | 3D       | iOS、Android       |
| ソニック ドリームチーム              | Sonic Dream Team                      | 2023年12月5日               | 3D       | iOS、Mac、Apple TV |

### 携帯電話向けゲーム
| タイトル                        | 英題                               | 発売日                                    | スタイル | ハード       |
| ------------------------------- | ---------------------------------- | ----------------------------------------- | -------- | ------------ |
| なかよしチャオ！                | Good Friend Chao!                  | 2002年5月24日                             | 2D       | i-mode       |
| ソニックレーシング シフトアップ | Sonic Racing Shift Up              | 2002年11月18日                            | 2D       | i-mode       |
| ソニックレーシングカート        | Sonic Racing Kart                  | 2003年7月28日                             | 2D       | i-mode       |
| ソニックジャンプ                | Sonic Jump                         | 2005年2月21日 2007年4月30日 2007年4月30日 | 2D       | i-mode       |
| ソニックカート3DX               | Sonic Kart 3D X                    | 2005年10月20日                            | 3D       | i-mode       |
| ソニックジャンプ2               | Sonic Jump 2                       | 2008年5月                                 | 2D       | Mobile phone |
| ソニックダッシュクイズ          | Sonic Dash Quiz                    | 2009年4月28日                             | 2D       | Mobile phone |
| ソニック・ザ・スケッチホッグ    | Sonic Freehand Sonic the Sketchhog | 2010年7月1日 2011年9月5日 2011年9月5日    | 2D       | Mobile phone |

## シリーズ作品年表

### 1991年〜1996年（MD、GG、他）
MD版の2作目から2本シッポのキツネの「マイルス・パウアー」（通称「テイルス」）、3作目から紅一点の「エミー・ローズ」(昔は「ロージー・ザ・ラスカル」) と ソニックの対抗兵器として生み出されたロボット「メタルソニック」、4作目からハリモグラ（英語でEchidna）の「ナックルズ・ザ・エキドゥナ」が登場した。また、カオスエメラルドを全て集めてリングを50枚取ることで、ソニックが全身黄金色で無敵状態のスーパーソニックに変身できるようになったのも2作目からである。1作目と2作目は同名タイトルでセガの携帯ゲーム機GG版も発売されたが内容が異なる。
『ソニック&ナックルズ』は単独でもプレイできるが、カートリッジの上部に別のカートリッジをもうひとつ装着できる「ロックオン・システム」が採用されており、『ソニック1』や『ソニック2』や『ソニック3』やそれ以外のMD用カートリッジを装着すると隠し要素が現れる。
- 1991年
  - 7月26日 - MD版『ソニック・ザ・ヘッジホッグ』発売
第一作。ソニックの操作は、十字キーで動かす他はジャンプのみというシンプルな操作感覚が受け入れられた。WiiのバーチャルコンソールやXbox 360のXbox Live Arcade、PS3用、ipod用にitunesでも配信されている。
メガドライブでは不可能とされた回転・縮小の画面効果を、ハードの機能ではなくソフトの機能でやり遂げた初のソフトである。
本体同梱版 (北米版) を含め、全世界累計で1,500万本以上を出荷した。
テレビCMにおけるソニックの声は古川登志夫が担当した。
  - 12月28日 - GG版『ソニック・ザ・ヘッジホッグ』発売
内容はMD版とは別物。スペシャルステージは普通のステージとなっている。Wiiのバーチャルコンソールでも配信される。（ただし、海外版のマスターシステムで配信される）
  - この他、MDのメガモデムを使用した「ゲーム図書館」配信タイトルとして落ち物パズル『ソニックイレイザー』が配信。後にセガゲーム本舗でも配信された。
- 1992年
  - 11月21日 - MD版、GG版『ソニック・ザ・ヘッジホッグ2』同時発売
テイルス初登場で2人同時プレイが可能（テイルスのみの操作も可能）。ソニックのアクションにスピンアタックが追加し、シリーズ初の対戦モードが搭載された。GG版ではOPでテイルスが誘拐され、ソニックの一人旅で進む。Wiiのバーチャルコンソールにて配信。
全世界累計での販売本数は603万本。
- 1993年
  - 4月 - AC版『セガソニック ポップコーンショップ』稼働開始
ソニックと一緒に作るポップコーンマシン。味はカレー風味・バター風味・塩風味の3種類ある。2014年12月をもって、保守メンテナンス部材やポップコーン豆の入手困難もあって、稼働を終了した。
  - 6月 - AC版『セガソニック・ザ・ヘッジホッグ』稼働開始
マイティー、レイが初登場。マイティーは後に『カオティクス』に再登場したが、レイはこのゲームにしか登場していなかった。後に、2018年7月に追加要素を加えて発売された『ソニックマニア・プラス』で、マイティー、レイがプレイヤーキャラになって再登場を果たした。
  - 9月23日 - MCD版『ソニック・ザ・ヘッジホッグCD』発売
エミーとメタルソニックが初登場。シリーズ初の光ディスク媒体やバックアップシステムを搭載しており、遊びやすくなった。
全世界で150万本以上を売り上げた。
OPとEDのアニメーションは東映アニメーション（旧：東映動画）が製作した。
  - 11月19日 - GG版『ソニック&テイルス』発売
GG版で初めてテイルスが使用出来たが初心者向けのキャラであり、ソニックでなければ真のエンディングは見られない。
  - 12月10日 - MD版『ソニックスピンボール』発売
ソニックを球として使ったピンボール。Wiiのバーチャルコンソールでも配信されている。全世界累計販売本数はおよそ100万本。
- 1994年
  - 3月18日 - GG版『ソニック ドリフト』発売
ソニックのキャラを使ったレースゲーム。
  - 3月24日 - MD版『ワーキー・ワールドス・クリエイティービティー・スタジオ』発売
ソニックのキャラを使ったお絵かきツール。
  - 5月27日 - MD版『ソニック・ザ・ヘッジホッグ3』発売
ナックルズ初登場（対戦モードのみ操作可能）。容量の問題で後編が割愛され、『ソニック＆ナックルズ』に分けられた。Wiiのバーチャルコンソールでも配信されている。ノンクレジットながらマイケル・ジャクソンが楽曲提供をしており[12]、全世界累計販売本数は176万本。
  - 8月 - PICO版『ソニック・ザ・ヘッジホッグ ゲームワールド』発売
教育ソフトが主体となっていたピコでは、初期にしては珍しく遊びを主体として作られており、ユーザーの拡大が図られた。
  - 10月18日 - MD版『ソニック&ナックルズ』発売
事実上『ソニック・ザ・ヘッジホッグ3』の後編扱い。ナックルズが操作キャラとして使用可能だが、テイルスは登場せず使用不可能。ロックオンシステムを搭載している。ソニック3を挿すことでセーブ可能になり、テイルスも使用可能になる等、一つのゲームになった状態（『ソニック3&ナックルズ』へタイトルが変わる）でプレイできる。単純に前・後編互いの要素が組合わさり単体だけではそれぞれ出来なかった要素もあるのでかなりボリュームのある大作へ変貌する。全世界累計販売本数は182万本。
  - 11月11日 - GG版『ソニック&テイルス2』発売
GG版でナックルズが初登場。ファングが初登場。
- 1995年
  - 3月17日 - GG版『ソニック ドリフト2』発売
レースゲーム。前作からキャラが増えた。
  - 4月21日 - スーパー32X（32X）版『カオティクス』発売
番外編。ナックルズが主役。ベクター、エスピオ、チャーミーが初登場。この3人は、後の『ソニック ヒーローズ』で再登場した。
  - 4月28日 - GG版『テイルスのスカイパトロール』発売
名前通りテイルスを操ってステージをクリアしていく。
  - 9月22日 - GG版『テイルスアドベンチャー』発売
テイルスが主役。彼がソニックと出会う前の話。
  - 11月17日 - GG版『ソニックラビリンス』発売
ジャンプが不可能。ローリングダッシュをメインにして進んでいく。
- 1996年
  - 5月 - AC版『ソニック・ザ・ファイターズ』稼働開始
ソニックのキャラを使った対戦型格闘ゲーム。バーク、ビーンが初登場。
2012年11月28日にXbox 360版・PS3版のダウンロード配信された。
  - 8月9日 - PC版『ソニック・ザ・ヘッジホッグCD』、『ソニック・ザ・ヘッジホッグ・ザ・スクリーンセーバー』発売
海外版の『ソニック・ザ・ヘッジホッグCD』を移植した作品。そのため、BGMやOP曲&ED曲が日本版とは異なる。『ソニック・ザ・ヘッジホッグ・ザ・スクリーンセーバー』はソニックのイラストなどが見られる。また、海外のイラストも収録されている。
  - 12月13日 - GG版『Gソニック』発売
ソニックとナックルズが共闘し、エッグマンに立ち向かう。3Dを思わせる画面をしていた。

### 1997年〜2001年前期（SS、DC、他）
3D操作が可能な作品が登場する。SS版の『ソニック ジャム』では、MD版の『ソニック・ザ・ヘッジホッグ』シリーズがすべてプレイできる。
1998年発売のDC版『ソニックアドベンチャー』では初の3Dアクションになっており、ここから家庭用ゲーム機版などにおいてもソニック達に声優がついた。また、キャラデザインも現在の形に変更。
- 1997年
  - 2月14日 - PC版『ソニック&ナックルズ コレクション』発売
『ソニック・ザ・ヘッジホッグ3』及び『ソニック&ナックルズ』の移植作。ロックオンシステムを再現している。
  - 6月20日 - SS版『ソニック ジャム』発売
MDで出た『ソニック1』、『ソニック2』、『ソニック3』、『ソニック&ナックルズ』を移植。イラストやキャラクターのデータなども観覧できる。
  - 12月4日 - SS版『ソニックR』発売
レースゲーム。GGのソニックドリフトとの違いは、一部キャラを除いて生身で走る事。メタルナックルズなどこのゲームにしか登場しないキャラクターもいる。発注ミスでBGMの大半がボーカル曲になるという珍事が発生。
- 1998年
  - 12月11日 - PC版『ソニックR』発売
SS版の『ソニックR』の移植作品。
  - 12月23日 - DC版『ソニックアドベンチャー』発売
3DACTへと大幅な進化を遂げた。ビッグ、ティカル、カオス、アルファ、ガンマ、チャオが初登場。ベータなどこのゲームにしか登場しないキャラクターもいる。操作キャラも6人と多い。ここからのソニックシリーズは声優がつくようになり、本作品以降の作品はセガのギタリストの瀬上純がメインとなって作曲している。また、今作からキャラクターデザインも一新された。
全世界累計販売本数は242万本。
- 1999年
  - 10月14日 - SS版『ソニック3D フリッキーアイランド』、DC版『ソニックアドベンチャー インターナショナル』発売
『ソニックアドベンチャー インターナショナル』は『ソニックアドベンチャー』の追加要素を付属したゲーム。『ソニック3D フリッキーライランド』は、海外版の『ソニック3Dブラスト』を日本版にアレンジした作品。3Dのマップでソニックを動かしていく。
- 2000年
  - 5月25日 - ネオジオポケット（NGP）版『ソニック・ザ・ヘッジホッグ ポケットアドベンチャー』発売
初の他社用携帯ゲーム機での登場。発売元はSNK。
  - 12月21日 - DC版『ソニックシャッフル』発売
最大4人まで遊べるパーティボードゲーム。開発はソニックチームと、『ボンバーマン』『桃太郎電鉄』『マリオパーティ』などパーティゲームを多くを手掛けるハドソンが共同で行った。ルミナ、ヴォイド、イルミナが登場。
- 2001年前期
  - 6月23日 - DC版『ソニックアドベンチャー2』発売
3DACT。ソニック生誕10周年作品。シャドウ、ルージュ、オモチャオが初登場。ヒーローサイドとダークサイドをプレイしていき、二つともクリアするとラストエピソードが出現する。
6月23日・24日の2日間に限りシリーズ10周年記念限定版が発売。通常版は25日からの発売となった。
100万本以上を売り上げた。
この作品がセガのハード専用で発売された最後のソフトになった。

### 2001年後期〜2006年前期（GBA、GC、PS2、Xbox、他）
この時代から現在のような任天堂、ソニー・コンピュータエンタテインメント、マイクロソフトなどのハード専用のソフトが登場するようになる。
『ソニック メガコレクション』、『ソニック ジェムズ コレクション』では過去のソニックシリーズのゲーム、あるいは日本未発売のゲームがプレイできる。
- 2001年後期
  - 12月20日 - GBA版『ソニックアドバンス』、GC版『ソニックアドベンチャー2 バトル』発売
初の任天堂製ハードでの登場（セガ発売による他社ハード向けソニック作品としても最初である）。『ソニックアドバンス』はMD時代の2DACTを彷彿させる作りになっている。全世界累計販売本数は224万本。
『ソニックアドベンチャー2 バトル』はDC版の追加要素付きの移植作。2作品ともソニック生誕10周年作品。全世界累計販売本数は256万本。
- 2002年
  - 12月19日 - GBA版『ソニックアドバンス2』、GC版『ソニック メガコレクション』発売
『ソニックアドバンス2』はクリームが初登場。全世界累計販売本数は180万本。
『メガコレクション』は過去作の移植詰め合わせ。全世界累計販売本数は205万本。
- 2003年
  - 6月19日 - GC版『ソニックアドベンチャーDX』発売
DCで出た『ソニックアドベンチャー』に追加要素、グラフィックの改善を施した移植作品。ある条件をクリアしていく事で今まで発売されたGG作品全て（日本未発売作品を含む12作品）が遊べるようになる。一本のタイトルにGG作品が全て収録されていたのは、2023年6月発売の『ソニックオリジンズプラス』が登場するまでの20年の間、この作品のみであった。全世界累計販売本数は127万本。
  - 7月17日 - GBA版『ソニックピンボールパーティー』発売
ソニックやナイツ、サンバDEアミーゴをモチーフとしたピンボール台が登場。
BGMはソニック1、ソニック2、ソニックRなどがあり、ストーリーモードではナックルズ、洗脳されたテイルスとエミー、メタルソニック、エッグマンの順で戦う。
  - 12月4日 - GBA版『ソニックバトル』発売
対戦アクション。ソニック達が謎のロボット、エメルを巡って戦う。
  - 12月18日 - PC版『ソニックアドベンチャーDX』発売
『ソニックアドベンチャーDX』の移植作品。
  - 12月30日 - PS2、GC、Xbox、PC版『ソニック ヒーローズ』発売
この作品から初のソニー製ハード、マイクロソフト製ハードでの発売になった。
3DACT。スピードタイプ・パワータイプ・フライタイプの三人を使い分けて進んでいく。オメガ初登場。全世界累計販売本数はPS2版が296万本でGC版が160万本、Xbox版は90万本。
  - この他、ソニックシリーズを基にしたパチンコ『CRソニック』が発売。また、当年をソニックチーム社長と兼任してセガ常務執行役員兼開発部長であった中裕司はソニックイヤーとしていた[13]。
- 2004年
  - 6月17日 - GBA版『ソニックアドバンス3』発売
ソニックだけでなく、パートナーとタッグを組んで進む。ジーメルが登場。全世界累計販売本数は140万本。
  - 12月9日 - PS2、Xbox版『ソニック メガコレクション プラス』発売
主にMD時代のソニックを詰め合わせで移植。他にもGC版には収録されていなかった6本のGGのゲームも遊べる。全世界累計販売本数はPS2版が290万本で、Xbox版が91万本。
- 2005年
  - 8月11日 - PS2、GC版『ソニック ジェムズ コレクション』発売
『ソニックCD』、『ソニックR』など、『ソニック メガコレクション』で収録されなかった『ソニックシリーズ』を遊べる。また、『ソニック・ザ・ヘッジホッグ・ザ・スクリーンセーバー』に収録されていたイラストなどが収録。
  - 11月23日 - DS版『ソニック ラッシュ』発売
2DACT。ブレイズ、エッグマンネガが初登場。シリーズ初の上下ニ画面を利用したシステムになっている。全世界累計販売本数は306万本。
  - 12月15日 - PS2、GC、Xbox版『シャドウ・ザ・ヘッジホッグ』発売
シャドウが主役のスピンオフ作品。彼の記憶について追求していくのが目的。ステージごとにヒーローミッション、ダークミッション、ノーマルミッションがあり、どのミッションをクリアするかによってストーリーが変わる。全10個あるエンディングを見ると、ラストエピソードがプレイできるようになる。
ここから一部収録されているムービーが3DCGにより綺麗になった。
- 2006年前期
  - 2月23日 - PS2、GC、Xbox版『ソニックライダーズ』発売
ジェット、ウェーブ、ストームが初登場。『ソニック ドリフト』、『ソニックR』と違って、エクストリームギアという架空の乗り物を使うレーシングゲーム。ソニック達がカオスエメラルドを巡ってワールドグランプリという大会に出場する。

### 2006年後期〜2010年（Xbox 360、PS3、Wii、他）
ハードの性能により、ゲーム画面や3DCGムービーなどがより美しくなった。Xbox 360で過去のMD版のダウンロード配信が開始した。また、2007年から任天堂のゲームキャラクターマリオと共演するゲーム『マリオ&ソニックシリーズ』、2010年に『ソニック&ナックルズ』からの続編が登場。
- 2006年後期
  - 12月21日 - Xbox 360、PS3版『ソニック・ザ・ヘッジホッグ』発売
3DACT。ソニックが生誕15周年を迎えたので、「原点回帰」をテーマに開発された。シルバー、メフィレスが初登場。
主題歌はDREAMS COME TRUE、ムービー製作は白組が担当。全世界累計販売本数はXbox 360版が97万本でPS3版が109万本。
- 2007年
  - 3月15日 - Wii版『ソニックと秘密のリング』発売
ソニックがアラビアンナイトの世界へ。操作にはWiiリモコンを使い、臨場感が溢れている。全世界累計販売本数は260万本。
  - 10月18日 - DS版『ソニック ラッシュ アドベンチャー』発売
「サザン島」と呼ばれる南洋の島を舞台にソニック達が冒険に出る。マリンが登場。ニンテンドーWi-Fiコネクション対応。
- 2008年
  - 1月17日 - Wii版『ソニックライダーズ シューティングスターストーリー』
『ソニックライダーズ』の続編。「星の聖櫃」と呼ばれる秘宝を巡り、バビロン盗賊団と戦う。海外では『ソニックライダーズ ゼログラビティ』というタイトルでPS2版もあったが、国内ではWiiのみで発売。ニンテンドーWi-Fiコネクションによって4人までの対戦やワールドランキングなどの機能がある。
  - 11月18日 - HDゲーム世代の『ソニック ワールドアドベンチャー』制作のために、ハイエンドゲーム開発環境『ヘッジホッグエンジン』開発
これはアメリカでの『ソニック ワールドアドベンチャー』の発売日であり、アメリカでは先駆けてこの日にXbox 360版、Wii版、PS2版の『ソニック ワールドアドベンチャー』を発売。北米版及びヨーロッパ版はタイトルが『Sonic Unleashed』となっている。
  - 12月18日 - Wii版『ソニック ワールドアドベンチャー』発売
割れてしまった地球を元に戻すためにソニックが世界を回る。夜になると、ソニックがソニック・ザ・ウェアホッグに変身する。冒険の鍵を握るチップとオーボットの基になったロボが登場。
2009年2月19日にXbox 360版、PS3版の『ソニック ワールドアドベンチャー』発売。当初はWii版と同じ発売日だったが、都合により延期になった。ダウンロードで新しいステージなどがプレイできる。シリーズ初の1080p(D5)対応のソフトである。
なお、海外ではPS2版が発売されたが日本は発売されなかった。
- 2009年
  - 3月12日 - Wii版『ソニックと暗黒の騎士』発売
ソニックがアーサー王伝説の世界へ。喋る聖剣カリバーンを使い戦う。ソニックが初めて武器を持って戦う。
  - 8月6日 - DS版『ソニッククロニクル 闇次元からの侵略者』発売
ソニックシリーズ初の本格ロールプレイングゲーム。異次元空間「トワイライトケージ」からの使者マローダー一味と戦う。今回はナックルズがストーリーで重要な役割を握る。謎の戦士シェイドが登場。
- 2010年
  - 10月12日 - PS3、Wii、iOS版『ソニック・ザ・ヘッジホッグ4 エピソードI』発売（ダウンロード配信）
約16年前の『ソニック&ナックルズ』の正式な続編。HDグラフィックによる2D作品。開発コードネームの「Needlemouse」は、ソニックの当初の名前であった「ミスター・ニードルマウス」による。ソニックとエッグマンしか登場せず『- エピソードII』に続く。
Xbox 360版のみ一日遅れで10月13日に配信した。また、2011年5月にはWindows Phone 7版も発売された。
  - 11月18日 - DS、Wii版『ソニック カラーズ』発売
新たなアクション「カラーパワー」で「レーザー」や「ドリル」などの高速アクションができる。DS版は2つの画面を使った2D視点、Wii版は3D視点になっておりストーリーや登場キャラクターなど内容も異なる。ウィスプとオーボット&キューボットが初登場。
  - 11月20日 - Xbox 360版『ソニック フリーライダーズ』発売
『ソニックライダーズ』の新作。今回はコントローラーを使わない「Kinect」専用ソフトでありプレイヤーの動きに体感するアクションレースになっている。そのため機種はXbox 360のみ。

### 2011年〜2016年（3DS、Wii U、PS4、他）
ソニック生誕20周年を記念した企画やメディアなど色々と発表された。HD（1080p）対応の作品が発売するようになる。
2012年にHD対応の『ソニックアドベンチャー2』や幻のキャラクターが操作できる『ソニック・ザ・ファイターズ』など過去の作品がダウンロード配信を開始した。
2014年からは従来のソニックシリーズとは別ブランドとして、アニメとのクロスメディア作品『ソニックトゥーン』シリーズが展開される。
- 2011年
  - 12月1日 - Xbox 360、PS3版『ソニック ジェネレーションズ 白の時空』、3DS版『ソニック ジェネレーションズ 青の冒険』発売
生誕20周年を記念して製作された作品。モダン（現在）ソニックとクラシック（過去）ソニックが共演する。
他にもテイルス、エッグマン、メタルソニックのクラシックバージョンと『ソニックアドベンチャー』以前の敵キャラクターが再登場する。
機種によってストーリーやステージ構造が異なっている。また、白の時空のみMD版『ソニック・ザ・ヘッジホッグ』が収録されている。
- 2012年
  - 5月16日 - Xbox 360、PS3、iOS、Android、Windows Phone 7版『ソニック・ザ・ヘッジホッグ4 エピソードII』発売（ダウンロード配信）
事実上『- エピソードII』は後編にあたり、テイルスとメタルソニックが登場する。Wii版は配信されない。
前作を購入済みの場合のみ、メタルソニックが主役の『エピソードメタル』が追加される。
- 2013年
  - 5月15日 - 3DS版『3D ソニック・ザ・ヘッジホッグ』発売（ダウンロード配信）
ただの移植ではなく3D立体視に対応し、スピンダッシュができたり画面設定など多くの機能が追加されている。
  - 10月24日 - 3DS、Wii U版『ソニック ロストワールド』発売
舞台は幻の大陸「ロストヘックス」。『ソニック カラーズ』にも登場したカラーパワー（ウィスプ）が新たな能力を追加して再登場。新たな敵「エッグマン六鬼衆」が登場。機種によって一部の内容は異なる。
今回は初心者用にソニックのスピードを操作しやすいように配慮している。
- 2014年
  - 12月18日 - Wii U、3DS版『ソニックトゥーン』発売
海外で放送の同名アニメとのクロスメディア作品。Wii U版は『太古の秘宝』、3DS版は『アイランドアドベンチャー』という副題が付けられている。
- 2015年
  - 2月26日 - iOS版『ソニックランナーズ』配信
- 2016年
  - 10月27日 - 3DS版『ソニックトゥーン ファイアー&アイス』発売

### 2017年～ （PS4、PS5、Xbox One、Nintendo Switch、他）
2017年に『ソニック&ナックルズ』以来の2Dクラシックシリーズとなる『ソニックマニア』が発売。同作よりMD版を踏襲したクラシックシリーズの展開が本格的に再開される事となり、マイティー、レイ、ファングなど長年登場していなかったキャラクターが再登場した。
『ソニックオリジンズ』ではMD版ソニックシリーズの本編作品をリマスターして収録。
- 2017年
  - 8月16日 - PS4、Xbox One、Nintendo Switch、Steam版『ソニックマニア』発売（ダウンロード配信）
『ソニック・ザ・ヘッジホッグ4』以来の完全2D横スクロール新作。メガドライブで発売された『1』『2』『3』『CD』『ソニック&ナックルズ』に登場したステージを厳選し、新たな仕掛けを加えたうえで収録している他、完全新規のステージも登場し、その全てがメガドライブ風のドットで構成されている。当初は2017年春発売予定だったが、さらなる品質向上のため夏に延期となった。
  - 11月7日 - 『ヘッジホッグエンジン』を改良積み重ねてバージョンアップさせた、『ヘッジホッグエンジン2』開発
これはアメリカでの『ソニック フォース』の発売日。
  - 11月9日 - PS4、Xbox One、Nintendo Switch版『ソニック フォース』発売
インフィニットが初登場。
- 2018年
  - 7月19日 - PS4、Nintendo Switch版『ソニックマニア・プラス』発売
『ソニックマニア』本編と追加DLCの「アンコールパック」をパッケージ化して発売。
追加プレイヤーキャラにマイティー、レイが追加され、マイティーは『カオティクス』以来の23年ぶり、レイは『セガソニック・ザ・ヘッジホッグ』以来の25年ぶりに復活を果たした。
- 2019年
  - 5月21日 - PS4、Nintendo Switch版『チームソニックレーシング』発売
ドドンパが登場。
- 2021年
  - 9月9日 - PS4、Nintendo Switch版『ソニックカラーズ アルティメット』発売
Wii版『ソニック カラーズ』をリマスター化して発売
- 2022年
  - 6月23日 - PS4、PS5、Xbox One、Xbox Series X/S、Nintendo Switch、Steam、EPIC GAMES版『ソニックオリジンズ』発売
『ソニック1』『ソニック2』『ソニック3＆ナックルズ』『ソニックCD』をリマスター化して発売
  - 11月8日 - PS4、PS5、Xbox One、Xbox Series X/S、Nintendo Switch、PC版『ソニックフロンティア』発売。
セージが登場。
- 2023年
  - 6月23日 - PS4、PS5、Xbox One、Xbox Series X/S、Nintendo Switch、Steam、EPIC GAMES版『ソニックオリジンズ・プラス』発売
『ソニックオリジンズ』本編と追加DLCの「エクスパンションパス」をパッケージ化して発売。
追加プレイヤーキャラにエミーが全作品に追加し、『ソニックCD』でナックルズがプレイヤーキャラで使用可能になる。
追加タイトルとしてGG作品が追加し、日本未発売作品を含む12作品全て収録される。GG作品が12作品全て収録されるのは『ソニックアドベンチャーDX』以来、20年ぶりになった。
  - 10月17日 - PS4、PS5、Xbox One、Xbox Series X/S、Nintendo Switch、Steam、EPIC GAMES版『ソニック スーパースターズ』発売
新キャラクターにトリップが登場、敵キャラクターに『ソニック・ザ・ファイターズ』以来の27年ぶりにファングが復活を果たした。
- 2024年
  - 10月25日 - PS4、PS5、Xbox One、Xbox Series X/S、Nintendo Switch、Steam、EPIC GAMES版『ソニック × シャドウ ジェネレーションズ』発売
『ソニック ジェネレーションズ 白の時空』のリマスター版と新開発した『シャドウ ジェネレーションズ』のカップリング作品。
- 2025年
  - 9月25日 - PS4、PS5、Xbox One、Xbox Series X/S、Nintendo Switch、Steam、EPIC GAMES版『ソニックレーシング クロスワールド』発売予定

### 日本未発売作品（SMS、MD、GG、PSP、他）
ここでは日本国内で発売されていないソニックシリーズのゲームを掲載する。なお、後に日本国内でオムニバスソフトなどに初収録されたものや、Wiiのバーチャルコンソールなどで移植されたものも含まれる。
- SMS版『ソニック・ザ・ヘッジホッグ』
1991年発売。BGMを古代祐三が手がけている。後にゲームギアに逆移植され国内でも発売された。また、Wiiのバーチャルコンソールでもマスターシステム版として配信されている[14]。
- SMS版『ソニック・ザ・ヘッジホッグ2』
1992年発売。内容はゲームギア版と同一（ただし画面解像度は異なる）。『1』と同様にWiiのバーチャルコンソールでマスターシステム版として配信されている[15]。
- GG、SMS版『ソニックスピンボール』
MD版は日本でも発売されている。GG版は後に日本でも『ソニックアドベンチャーDX』や『ソニック ジェムズ コレクション』に収録された。Wiiのバーチャルコンソールで配信された[16]。
- MD、GG、SMS版『ドクターエッグマンのミーンビーンマシーン』
ソニックシリーズのキャラクターに置き換えた『ぷよぷよ』。登場キャラクターはエッグマンとその手下の12体のロボット達で、ソニックは登場しない。ぷよは「ビーン」と呼ばれ、カーバンクルは「ハズビーン」と呼ばれる。本作の主人公はエッグマンの手でロボットに改造されてしまったという設定のハズビーンである。
エッグマンのデザインは当時の欧米で放送されていたソニックのアニメ準拠のエッグマンであり、名前も「Dr. ロボトニック」だった。また、登場する12体のロボット達も、同様に欧米版のアニメオリジナルキャラクターである。
日本では、MD版がゲームキューブ版の『ソニック メガコレクション』に、GG版がゲームキューブ版『ソニックアドベンチャーDX』に収録され、後にPlayStation 2&Xbox版の『ソニック メガコレクション プラス』にはMD版とGG版の両方が同時収録された。
- SMS版『ソニック カオス（英語版）』
1993年発売。Wiiのバーチャルコンソールで配信された[17]。
- SMS版『ソニック ブラスト（英語版）』
1996年ブラジルのみで発売。発売元はTecToy。
- MD版『ソニック3Dブラスト』
後に日本では1999年にセガサターン版『ソニック3D フリッキーアイランド』として新しい要素を追加して発売された。また、原作の方も日本で『ソニック メガコレクション』と『ソニック メガコレクション プラス』に収録されたほか、Wiiのバーチャルコンソールでも配信された[18]。
- GBA版『ソニック・ザ・ヘッジホッグ・ジェネシス（英語版）』
MD版のソニック・ザ・ヘッジホッグをそのまま移植されているが、独自の要素が多く入っている。北米のみで2006年11月14日に発売。
- PSP版『ソニック ライバルズ』（全世界累計販売本数は136万本）、『ソニック ライバルズ2』（同左132万本）
ソニックシリーズで初のPSP版ソフト。欧米では2006年と2007年に発売されたが、日本では未だに発売されていない。『1』と『2』のどちらもエッグマンネガがストーリーの重要な役割を持つ。
- DS版『ソニッククロニクル2（仮）』
『ソニッククロニクル』の続編として制作されていたが、制作会社がエレクトロニック・アーツに買収されたためその後詳細は不明。
- DS、Wii、PS3、Xbox 360、PC版『ソニック&セガ オールスターズ レーシング』
ソニックシリーズのキャラクターや、セガの他のゲームのキャラクターなどが登場する。機種限定要素として、Wii版では「Mii」、Xbox 360版では「アバター（プレイヤーの分身）」と「バンジョー&カズーイ（マイクロソフト/レア社のキャラクター）」も登場する。
日本では未発売だが、2011年にiPhone・iPod touch・iPad版の『ソニック＆セガオールスターズ レーシング』が配信された。価格は170円。
他にもXbox 360版では体験版のみでしかプレイできる術はない。
2012年に2作目にあたる『ソニック&オールスターレーシング トランスフォームド』が発売。機種はXbox 360・PS3・PS Vita・Wii U版がある。今作ではマシンがトランスフォームをするのが特徴。日本では2014年に発売。
ディズニー映画『シュガー・ラッシュ』の主人公ラルフとゲーム内で共演を果たす。
- Xbox 360、PS3版『ソニック アルティメット ジェネシスコレクション』
2009年発売。『セガジェネシスコレクション』（日本未発売）に収録されなかったタイトルが新たに追加したオムニバスソフト。ソニックシリーズの作品は勿論、セガが発売したメガドライブの作品が40作品以上も収録されている。PS3版の全世界累計販売本数は215万本で、Xbox 360版は124万本。
- DS版『ソニック クラシックコレクション（英語版）』
2010年発売。メガドライブで発売されたソニックシリーズ4作品（1・2・3・ソニック&ナックルズ）と、ソニック&ナックルズのロックオンシステムでプレイ可能な3作品（ソニック3&ナックルズ、ナックルズインソニック2、ブルースフィア）を合わせた7本が収録されている（ブルースフィアのみ、特定の操作を行うとプレイ可能な隠しタイトル）。

## その他の作品
主にソニックシリーズのキャラクターが他のゲームに出演した作品は色々とあるが、実際に本人自体が出演しているのではなく、単に背景キャラやアイテムとしての出演など、名称のみなどの作品も多数ある。

### クロスオーバー・スピンオフ作品
ここではソニックシリーズにおけるクロスオーバー・スピンオフ作品を掲載する。
- 2007年
  - 11月22日 - Wii版『マリオ&ソニック AT 北京オリンピック』発売、任天堂（海外ではセガ）
ソニックと任天堂のマリオとの初の共演作品。北京オリンピックを舞台に、各種目の金メダル獲得を目指していく。Wii版はニンテンドーWi-Fiコネクション対応。
他にもテイルス、ナックルズ、エミー、シャドウ、ブレイズ、ベクター、エッグマンが参加する。また、クリーム、エスピオ、チャーミーが審査員として登場。
後に2008年1月17日に発売されたDS版は内容も一部変更されており、タッチペンを使って操作する競技がある。
- 2008年
  - 1月31日 - Wii版『大乱闘スマッシュブラザーズX』発売、任天堂
ソニックがプレイヤーキャラクターとして出演を果たした。また、シャドウはアシストキャラとして登場。
他にもソニックシリーズに登場したキャラクター達はシールやフィギュアとして登場していた。
専用ステージに「グリーンヒル」、BGMもアレンジ用も含めて多数収録されている。
- 2009年
  - 11月5日 - Wii版『マリオ&ソニック AT バンクーバーオリンピック』発売、任天堂（海外ではセガ）
カナダのバンクーバーを舞台にスキーやスケートなどの競技に挑戦する。バランスWiiボードに対応している。
新たにメタルソニックとシルバーがプレイヤーキャラクターとして参加。他にもルージュ、オメガ、ジェット、エッグマンネガが今回から挑戦者として登場する。
同年の11月19日にDS版が発売。DS版はタッチペンに対応した競技が登場する。「アドベンチャーツアーズ」が遊べる。
- 2011年
  - 12月8日 - Wii版『マリオ&ソニック AT ロンドンオリンピック』発売、任天堂（海外ではセガ）
2012年のロンドンオリンピックを舞台にしている。
なお、今作のWii版では、『ソニックシリーズ』誕生20周年記念の一つになっている。
後に2012年3月1日に発売された3DS版は、内容が大幅に変更されている。
- 2013年
  - 12月5日 - Wii U版『マリオ&ソニック AT ソチオリンピック』発売、任天堂（海外はセガ）
2014年のソチオリンピックを舞台にしている。Gamepadを使った機能で操作する。シリーズ初のHD（1080p）対応。
インターネット対戦機能を搭載し国別対抗ランキング機能がある。
- 2014年
  - 5月15日 - PS3、Wii U版『ソニック&オールスターレーシング トランスフォームド』発売、セガ
ソニックを始めとしたセガのゲームキャラクターが登場するアクションレースゲーム。日本ではPS3版とWii U版の2種類のみ。
  - 9月13日(3DS)、11月21(Wii U) - 3DS、Wii U版『大乱闘スマッシュブラザーズ for Nintendo 3DS / Wii U』発売、任天堂
専用ステージに『ソニック ロストワールド』の「ウィンディヒル」がある。背景にフリッキーなどの動物たちがいる。
- 2018年
  - 12月7日 - Switch版『大乱闘スマッシュブラザーズ SPECIAL』発売、任天堂
- 2019年
  - 11月1日 - Switch版『マリオ&ソニック AT 東京2020オリンピック』発売、セガゲームス

### ゲスト出演・関連作品
この部分ではソニックシリーズのキャラクター達がゲスト出演した作品やソニックリーズに関連した日本専用家庭用ゲームのみを表記する（ただし、海外用ソフト、PCなどのオンライン用ゲーム、DL配信での登場、名称のみ、アイテムなどでの登場は多数存在するので省略する）。
- 1984年
  - AC版『フリッキー』発売、セガ
ソニックシリーズに登場する動物達の一匹「フリッキー」が主人公の作品。ソニックシリーズのルーツのひとつといえる作品。多数移植されている。
ソニックシリーズのソフトではGC版『ソニック メガコレクション』、PS2・Xbox版『ソニック メガコレクション プラス』に収録。
- 1991年
  - AC版『ラッドモビール』発売、セガ
ソニックがゲーム内でデビューした作品である。レースゲーム。運転席にソニックのキーホルダーが吊るされている。車内でよく揺れる。
後にSS版に移植され、タイトルも『ゲイルレーサー』になっている。
- 1992年
  - AC版『アウトランナーズ』発売、セガ
「PRE-STAGE」でソニックの看板が登場する。後にMD版に移植された時にはタイトル画面にテイルスも登場している。
  - 7月17日 - MD版『アイルトン・セナ スーパーモナコGP II』発売、セガ
「WORLD CHAMPIONSHIP」の「MASTER」モードと「SENNA GP」モードでソニックが登場している。
  - 10月30日 - MCD版『プロ野球スーパーリーグCD』発売、セガ
ロード画面にソニックが登場している。
- 1993年
  - AC版『デイトナUSA』発売、セガ
スリーセブンスピードウェイの岩山にソニックの彫刻が登場する。後にセガサターン、ドリームキャスト、Windows、PS3、Xbox 360にも移植された。
- 1994年
  - 4月23日 -MCD版『ヘブンリーシンフォニー』発売、セガ
ウィリアムズ・FW15C、「セガ・パークサーキット」、「ヨーロッパGP（ドニントンパーク）」にソニック、テイルスが登場している。
これは1993年のF1世界選手権のウィリアムズ・ルノーのサブスポンサーがセガだったという事もある。
  - 6月17日 - MD版『新創世記ラグナセンティ』発売、セガ
「アネモネ海岸」のどこかにソニックがいる。なお、ソニック本人に話かけることも可能。
- 1995年
  - 12月1日 - SS版『バグ! ジャンプして、ふんづけちゃって、ぺっちゃんこ』発売、セガ
ボーナスレベルで登場。主人公のバグがソニックとゴールを目指して対戦する。
- 1996年
  - 11月22日 - SS版『クリスマスナイツ』発売、セガ
『ナイツシリーズ』のクリスマス限定作品『クリスマスナイツ』ではソニックが特別出演した。「ソニックモード」でソニックを操作できる。また、エッグマンもボスキャラとして登場しているが、パフィーのテクスチャの張り替えである。
  - 12月21日 - SS版『ファイターズメガミックス』発売、セガ
セガの対戦格闘ゲームの人気キャラが登場する作品。『ソニック・ザ・ファイターズ』からはバークとビーンの2人が参戦した。なお、ソニックはソニックチームの事情により参戦できなかった。
- 1997年
  - AC版『ルマン24』稼働
タイトル通りル・マン24時間レースを題材としたレースゲーム。隠し車種としてソニックがバギーに乗ってレースに参戦する（ただしピットインすると犬に変化する）。もちろん実在の車ではなく、敵車としても一切登場しない。
- 1998年
  - 1月29日 - SS版『セガサターンで発見!!たまごっちパーク』発売、バンダイ
セガサターン版オリジナルのたまごっち「せがっち」の一匹にソニックをモチーフにした「そにっくっち」が登場。CMにも登場。他にも「ぺんごっち（ペンゴ）」、「おぱおぱっち（オパオパ）」、「ふりっきーっち（フリッキー）」、「あれくっち（アレックスキッド）」が登場。なお、そにっくっちは隠しキャラにあたる。
- 1999年
  - 11月11日 - DC版『チューチューロケット!』発売、セガ
チャレンジモードのお題を全てクリアすると、オプションでチューチューの代わりにチャオにする設定ができる。だが、後に2001年に発売されたGBA版にはこの要素はなし。
  - 12月2日 - DC版『バーチャストライカー2 ver.2000.1』発売、セガ
ある条件を満たすとビーンが選手として登場する。
- 2001年
  - 3月29日 - DC版『セガガガ』発売、セガ
ソニックがOPなどアニメーションで登場している。また、テイルスもソニックを連れて登場する。他にもアレク、ペンゴ、ナイツ、オパオパなどセガキャラが多数登場した。なお、アニメーション製作は『ソニックCD』と同じ東映アニメーション。
- 2002年
  - 2月11日 - GC版『バーチャストライカー3 Ver.2002』発売、セガ
ランキングモードでポイント20以上をためると隠しチーム「FC SONIC」として出現し、それに勝利すればソニックチーム（ソニック、テイルス、ナックルズ、エミー、エッグマン、それぞれ色違いのチャオ達）が対戦で使用可能になる。ソニック達はフォワードを担当。
- 2003年
  - 10月9日 - GC版『ジャイアントエッグ 〜ビリー・ハッチャーの大冒険〜』発売、セガ
ゲーム中に出てくる謎のタマゴを育てるとソニックが生まれてくる。他にもセガでおなじみのキャラクターも登場する。ソニックシリーズからはソニック、テイルス、ナックルズ、チャオが登場。
- 2004年
  - AC版『アウトラン2SP』
Casino Town courseのソニックの看板と像が登場する。後にPS2に移植されている。
  - 11月11日 - PS2版『セガ スーパースターズ』発売、セガ
セガを代表するキャラクターとして『ソニックシリーズ』からソニック、チャオ、シャドウが登場。ソニックのミニゲーム「ソニック・ザ・ヘッジホッグ」とチャオの育成ゲームが収録されている。シャドウは「ソニック・ザ・ヘッジホッグ」の難易度をすべてクリアすると出現する。
- 2008年
  - 1月31日『セガラリーREVO』発売。
レースゲーム セガラリーシリーズの1作品、ある条件を満たすとトヨタ・セリカ（モディファイクラス）のカラーリングとしてシャドウが登場[19]。このカラーリングはタイトルがシャドウ・ザ・ヘッジホッグになっていてソニックチームもスポンサーとして登場するがゼッケンが存在しない。
  - AC版『R-TUNED：Ultimate Street Racing』稼働
ストリートレースを題材としたレースゲーム。ある条件を満たすとソニック、シャドウのデザインが施された車（いわゆる痛車）が入手できる。ソニックのデザインが施された車はスカイラインGT-R(R34)、NSX、フェアレディZ(Z33)。シャドウのデザインが施された車はスカイラインGT-R(R32)、フェアレディZ(Z32)。
  - 12月11日 - Wii版『サンバDEアミーゴ』発売、セガ
セガの音楽ゲーム。ソニックとチャオがゲストとして出演している。オプションでボイスを「ソニック」に選択できる。
- 2010年
  - 11月25日 - DS版『歴史大戦ゲッテンカDS 天下一バトルロイヤル』発売、セガ
『歴史大戦ゲッテンカ』シリーズのゲームソフト。ソニックがゲスト出演。
- 2015年
  - 12月 - PS Vita・PS3・PS4版『電撃文庫 FIGHITING CLIMAX IGNITION』発売。
電撃文庫を中心とした格闘ゲーム。「Hi☆sCoool! セハガールステージ」にソニックのオブジェとチャオのオブジェが登場。のちにアップデートでアーケード版にも収録。また、ステージにグリーンヒルゾーンも存在する（「ソニック・ザ・ヘッジホッグステージ」名義）

他にもXbox 360、PS3ソフト『SEGA Superstars Tennis』（日本未発売。ただし、xbox 360版の体験版を遊ぶことが可能）がある。

### その他収録作品
ここではソニックシリーズのゲームが収録されていた作品を掲載する（ただし、北米版ジェネシス仕様の英語版である）。
- 2000年
  - 6月23日 - PC版『セガアーカイブス フロム USA vol.1』発売、セガ
ソニックシリーズのゲームは『ソニック スピンボール』が収録されていた。
  - 7月14日 - PC版『セガアーカイブス フロム USA vol.2』発売、セガ
ソニックシリーズのゲームは『ドクターエッグマンのミーンビーンマシーン』が収録されていた。
  - 9月22日 - PC版『セガアーカイブス フロム USA vol.3』発売、セガ
ソニックシリーズのゲームは『ソニック・ザ・ヘッジホッグ2』が収録されていた。
- 2004年
  - 9月9日 - TV接続型ゲーム機『メガドライブ プレイTV』発売、セガトイズ
ソニックシリーズのゲームは『ソニック・ザ・ヘッジホッグ』『ドクターエッグマンのミーンビーンマシーン』が収録されていた。
- 2005年
  - 4月2日 - TV接続型ゲーム機『メガドライブ プレイTV2』発売、セガトイズ
ソニックシリーズのゲームは『ソニック・ザ・ヘッジホッグ2』が収録されていた。

他にも日本未発売だが『ドリームキャスト コレクション』（ソニックアドベンチャー）『セガジェネシスコレクション』（ソニック1・ソニック2）などがある。

## 音楽
『ソニックシリーズ』の音楽はゲームミュージックには希少なロックに関連づけられたものが多く、その独自のサウンドが世界的に高い評価を得ている。

### BGM
第一作『ソニック・ザ・ヘッジホッグ（1991年）』とその続編『ソニック・ザ・ヘッジホッグ2』は『DREAMS COME TRUE』の中村正人を中心に作曲された。そのうちの数曲はセガのUFOキャッチャーのBGMとしてもおなじみである。
『ソニックアドベンチャーシリーズ』『ソニックヒーローズ』『シャドウ・ザ・ヘッジホッグ』などの本編ストーリーのBGMは、ハードロックバンド『Crush 40』の瀬上純（Jun Senoue）を中心に作曲されている。近年のソニックのイメージを確立した曲調である。
『ソニック・ザ・ヘッジホッグ（2006年）』『ソニックワールドアドベンチャー』などの次世代ソニックシリーズは大谷智哉を中心に作曲されている。
そのほかに、床井健一、熊谷文恵、幡谷尚史、澤田朋伯、長沼英樹などが主に作曲に携わっている。

### メインテーマソング
メインテーマやキャラクターテーマなどのボーカルソングを歌うアーティストには、元HARDLINEのジョニー・ジョエリや元TNTのトニー・ハーネルなど、かつてハードロック・ヘヴィメタルバンドのボーカルとして活躍していた海外のアーティストを起用することが多い。かつて参加したその他著名アーティストには、Zebraheadのアリ・ダバタビィ&マッティ・ルイス、DANGER DANGERのテッド・ポーリーなどがいる。